# 濉渓県
濉渓県（すいけい-けん）は中華人民共和国安徽省淮北市に位置する県。

## 行政区画
- 鎮:濉渓鎮、韓村鎮、劉橋鎮、五溝鎮、臨渙鎮、双堆集鎮、鉄仏鎮、南坪鎮、百善鎮、孫町鎮、四鋪鎮